# Baixo Guandu
Baixo Guandu, amtlich Município de Baixo Guandu, ist eine an der Westgrenze des brasilianischen Bundesstaates Espírito Santo gelegene Stadt. Sie wurde 1935 gegründet und hatte im Jahr 2010 knapp 30.000 Einwohner, die Guanduenser genannt werden. Zum 1. Juli 2021 wurde die Einwohnerzahl vom brasilianischen Statistikinstitut auf 104.942 geschätzt.

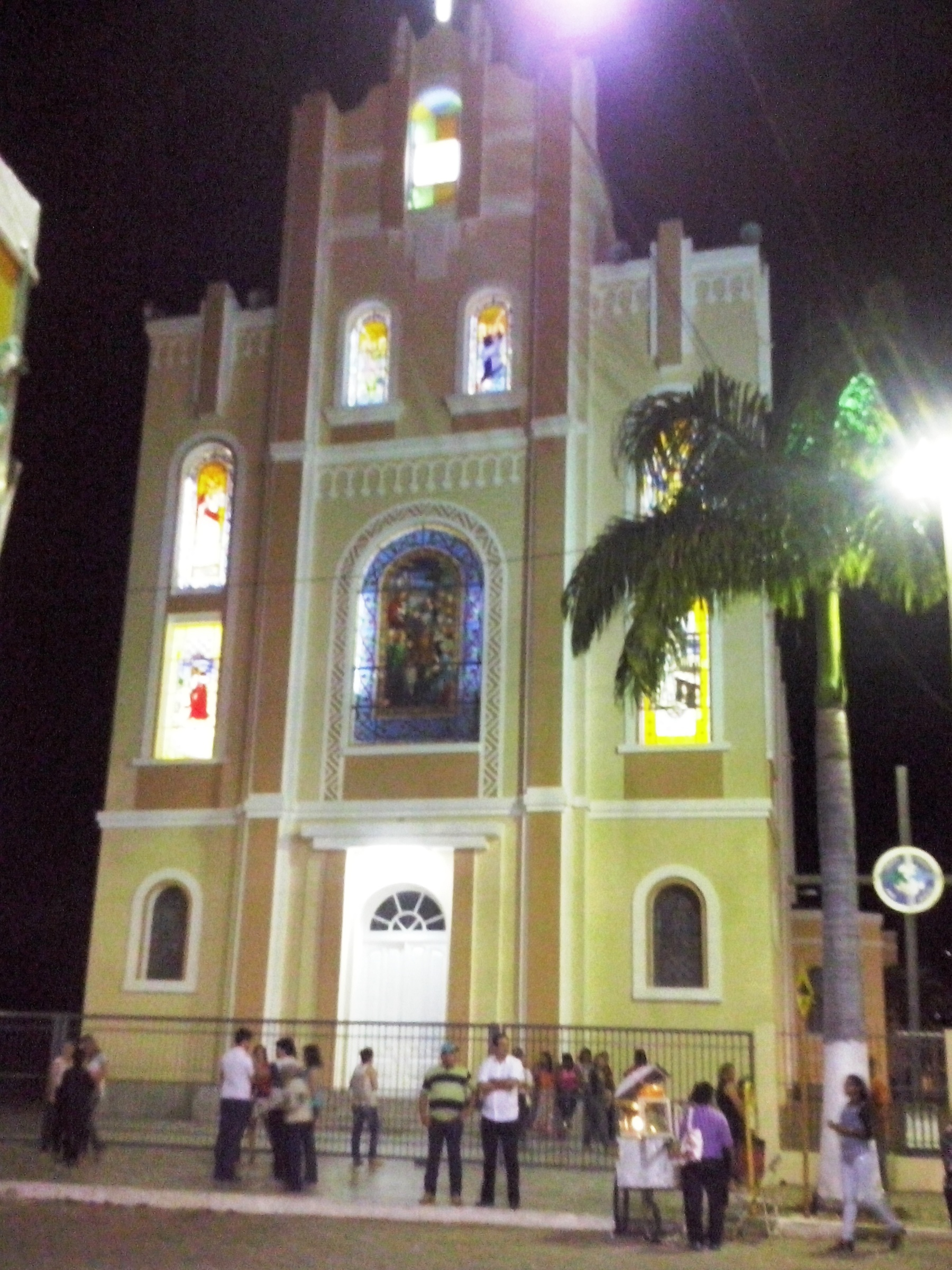
Kirche San Pedro in Baixo Guandu

Sie lag von 1989 bis 2017 in der Mikroregion Colatina sowie der Mesoregion Noroeste Espírito-santense und grenzt an die Gemeinden Pancas, Colatina, Laranja da Terra und Itaguaçu in Espírito Santo sowie Aimorés, Itueta und Resplendor im Bundesstaat Minas Gerais.
Nördlich der Stadt fließt der Rio Doce, der hier auch die Grenze zum Nachbarstaat Minas Gerais bildet.